# Nipke
Boštjan Nipič, bolje znan pod vzdevkom Nipke, slovenski raper in izvajalec hip hop glasbe, * 25. november 1980, Ljubljana.
Na glasbeno sceno je prišel leta 2008 v duetu Overdose s pesmijo »Fiama.com«. Istega leta je na kompilaciji Experiment, ki ga je izdala draveljska založba Dravle Records, izšla pesem »Brilejeva Street« v izvedbi Overdose in I. Vanisha (pesem je poimenovana po Brilejevi ulici v Dravljah). Naslednje leto je k izboru pesmi na kompilaciji Spaced Out prispeval kot del dueta Overdose in kot samostojni izvajalec več pesmi.
Po tem ko je spoznal hip hop producenta Damjana Jovića, je začel delati na studijskem albumu pri Dravle Records. Prvenec z naslovom Nipke je bil izdan po petih letih, oktobra 2015. Uradno ga je predstavil 17. oktobra v razprodanem ljubljanskem Orto baru. Album so pohvalili tako glasbeni kritiki kot Nipkejevi oboževalci. Uspešen je bil tudi glavni singel z albuma z naslovom »Všeč tko k je«.
Po albumu je Nipke ustvaril niz uspešnic, katerega je odprl s singlom "Noben me ne razume" (2016), zanj je naslednje leto prejel "Zlato piščal" za pesem leta, videospot pa je bil izbran za "Videospot leta" (režiser Blaž Hojžar). Leta 2017 je veliko ustvarjal z dobrim prijateljem in glasbenim sodelavcem Rokom Terkajem (Trkaj), s katerim sta ustvarila nekaj duetov, ki so ovekovečili tisto leto (Sam gremo, Vsi smo na istem, Tista trava, Hip Hop junak). Za pesem "Vsi smo na istem" sta naslednje leto prejela "Žaromet" za pesem leta.  
Sledile so uspešnice, kot so "Bejba iz neta" (2017), "Dej se ustav" (2017), "Popoln lajf" (2018) "Če ne boš probu" (2018), "Ina" (2018), "Izven okvirja" (2019). Slednjega je predstavil na svojem velikem koncertu z bendom "The Nipples" v razprodani ljubljanski Cvetličarni.
Nipke in njegov prijatelj ter producent Damjan Jović sta kot dva paradna konja svojega kolektiva "DravleRecords" leta 2020 na petnajsto obletnico svojega ustvarjanja predstavila nov album z naslovom Buden. Album govori o tem, kako blokovski fantje delavskega razreda skozi svojo glasbo realizirajo svoje sanje. »Buden« je že takoj po izidu postal najbolj poslušan album na Apple Music v Sloveniji. Na albumu lahko slišimo zanimiva in nepredvidljiva sodelovanja kot so Bojan Cvjetićanin (Joker Out), Zala & Gašper, Ezra, Chiro (LaBagra), Matter, Benjamin Dolić in Trkaj. Prav tako pa je svoj producentski pečat poleg Damjana Jovića pustil tudi Hugo Smeh a.k.a.Hyu. Na albumu lahko slišimo priredbo skladbe "Brez besed", katero so z blagoslovom avtorjev Mojmirja Sepeta in Elze Budau prerodili v pesem z naslovom "2210". "Brez besed" je prva pesem v slovenščini, ki se je pojavila na izboru za Pesem Evrovizije, in sicer leta 1966, v izvedbi Berte Ambrož. 
Maja 2021 je Nipke napovedal prihod svojega drugega solo albuma s prvim singlom "Kdaj bo hit", ki je nato izšel junija, v videospotu pa se že lahko vidi naslov novega albuma "Retro".

## Diskografija

### Albumi
- Nipke (Dravle Records, 2015)
- Nipke 2
- Nipke 3
- Buden (Dravle Records, 2020)
- Retro (Dravle Records&Nika Records, 2022)

### Singli[4]
- Všeč tko k je (2015) – 4.00
- Noben me ne razume (2017) – 3.14
- Bejba iz neta (2017) – 3.26
- Dej se ustau (2017)
- Sam gremo ft. Trkaj (2017)
- Vsi smo na istem ft. Trkaj (2017) – 3.54
- Popoln lajf (2018) – 3.31
- Če ne boš probu (2018) – 3.00
- Ina (2018) – 3.36
- Izven okvirja (2019) – 3.19
- To mi deli (2020)
- Spet je cajt da ft. Ezra & Drill & Ghet (2021) – 4.28

### Sodelovanja
- A maš tak flow – Nipke, Senidah, Zlatko, Cazzafura, Siddharta (2011)
- A me maš malo rad – Maša Medik ft. Nipke (2011)
- Spust vse iz rok – Radić ft. Nipke / Zgodba zase (2009)
- Še en dan – Doša ft. Nipke / Memento Mori (2011)
- Kokrkol obrnš – Zlatko ft. Nipke / Zlatko in prijatelji (2008)
- Motš se – Zlatko ft. Bsnc & Nipke / Zlatko in prijatelji (2008)
- Disko – Zlatko ft. Nipke & Bsnc / Zlato ti daje sjaj, ne pa sreče (2011)
- Vplivi – Trkaj ft. Nipke & Mrigo / Vse je OK (2013)
- Šmorn REMIX – Emkej ft. Ghet & Mrigo & Nipke & Zlatko & Mirko & Doša & Mito
- Kensl – ChalleSalle & Adam Velić & Nipke & Šorti & BožoG & Trkaj
- Pomoč rabim – Samo Sam ft. Nipke / Sreča na vrvici (2015)
- Spust me vmes – Simpl ft. Nipke / Časovna kapsula (2012)

### Glasbeni dosežki in nagrade
- Zlata piščal 2016 / pesem leta / Noben me ne razume
- Žaromet 2017 / pesem leta / Vsi smo na istem ft.Trkaj
- Žarometi 2015 / nominacija za pesem leta / Všeč tko k je
- MAC AWARDS 2020 / nominacija za najboljšo hip hop skladbo / Ina
- MAC AWARDS 2020 / nominacija za naj pop moškega izvajalca / Izven okvirja
- MAC AWARDS 2023 / nominacija za alternativni pop / Skp se mava dobr

### Popevka tedna Val 202
- Kaj je narobe / Hiti 2012: Izbor glasbenih urednikov Vala 202 (Andrej Karoli)
- Kok high – Trkaj ft. Nipke (2014)
- Vsi smo na istem (2017) ft. Trkaj
- Bejba iz neta (2017)
- Popoln lajf (2018)
- Ubijalci sanj ft. Zala & Gašper, Ezra (Dravle R)
- Tvoja revolucija (2023)

### Nominirane skladbe
- Ina (2018)
- Če ne boš probu (2018)
- Kdaj bo hit
- Kako se počutš
- Skp se mava dobr

### Kompilacije
- Kreativna komplikacija: Experiment (Dravle Records, 2008)
- Spaced Out (Dravle Records, 2009)